# Aidan Quinn
Pour les articles homonymes, voir Quinn.
Aidan Quinn est un acteur et producteur américain, né le 8 mars 1959 à Rockford, dans l'Illinois (États-Unis).

## Biographie
Né de parents irlandais catholiques, il grandit à Chicago et à Rockford (Illinois), ainsi qu'à Dublin et Birr, dans le comté d'Offaly, en Irlande.
Sa mère, une femme au foyer, travaille aussi comme comptable et dans le secteur du voyage. Son père, Michael Quinn, est un professeur de littérature anglaise.
Il a trois frères, Robert, Paul (1960 - 2015) et Declan Quinn (directeur de la photographie) et une sœur, Marian, (écrivaine, actrice et réalisatrice).
Bien qu'ayant reçu une formation de couvreur, il suit des cours d'art dramatique au Piven Theatre Workshop (en) et joue pour la première fois sur la scène d'un théâtre de Chicago, alors qu'il n'a que 19 ans.

### Vie privée
Il est marié à Elizabeth Bracco depuis 1987. Ils ont deux filles, Ava Eileen Quinn, née en 1989 et Mia Quinn, née en 1998.

## Carrière
Il se fait remarquer au cinéma dès ses tout premiers rôles : avec celui de Johnny Rourke dans le film Reckless en 1984, puis celui de Dez dans Recherche Susan désespérément en 1985. Cette même année, il joue Michael Pierson, un jeune avocat homosexuel atteint du SIDA dans le téléfilm Un printemps de glace aux côtés de Gena Rowlands, Sylvia Sidney et Ben Gazzara. Ce qui lui vaut d'être nommé pour le Primetime Emmy Award du meilleur acteur dans une mini-série ou un téléfilm.
En 1987, il joue dans Étroite Surveillance de John Badham et dans un épisode d'American Playhouse.
En 1989, il est présent dans The Lemon Sisters de Joyce Chopra et Crusoe (en) de Caleb Deschanel, ainsi que le téléfilm Témoin à tuer réalisé par Robert Mandel.
En 1991, il tourne avec Tom Berenger, John Lithgow, Daryl Hannah et Kathy Bates dans  En liberté dans les champs du seigneur et dans le téléfilm Trouble Jeu de Tim Hunter.
Il partage en 1993 l'affiche du thriller Blink dont Madeleine Stowe est l'héroïne.
En 1994, il tient l'un des rôles principaux dans Légendes d'automne d'Edward Zwick avec Brad Pitt, Henry Thomas, Anthony Hopkins et Julia Ormond , il joue aussi dans Blink de Michael Apted et Frankenstein de Kenneth Branagh.
En 1996, il est présent dans le film de Neil Jordan, Michael Collins et le documentaire Looking for Richard d'Al Pacino.
En 1998, son, frère, Paul Quinn, le fait jouer dans son film This Is My Father et Griffin Dunne lui offre un rôle dans Les Ensorceleuses.
En 2000, il joue Paul McCartney dans la mini-série Two of Us (en).
En 2002, il est à l'affiche d'Evelyn de Bruce Beresford et Stolen Summer (en) de Pete Jones
En 2004, il tourne dans 5 films : Bobby Jones, naissance d'une légende, La Vie d'une femme, Return to Sender, Shadow of Fear et Proud (en). Cette même année, il obtient un rôle dans New York 911.
En 2006, il incarne Daniel Webster dans la série télévisée controversée The Book of Daniel, mais cette dernière est annulée après une saison.
En 2007, il est nommé pour une seconde fois aux Emmy Awards dans la catégorie Primetime Emmy Award du meilleur acteur dans un second rôle dans une mini-série ou un téléfilm pour son incarnation du sénateur Henry L. Dawes dans le téléfilm historique Bury My Heart at Wounded Knee.
En 2010, il fait une courte apparition dans le film Elle s'appelait Sarah, dont l'action se déroule pendant la Seconde Guerre mondiale.
De 2012 à 2019, il tient un rôle dans la série de CBS, Elementary aux côtés de Jonny Lee Miller, Lucy Liu et Jon Michael Hill.
En 2021, il joue dans New York, unité spéciale jusqu'en 2022. Cette même année, il joue dans Blacklight de Mark Williams.

## Filmographie

### Cinéma

#### Longs métrages
- 1984 : Reckless de James Foley : Johnny Rourke
- 1985 : Recherche Susan désespérément (Desperately Seeking Susan) de Susan Seidelman : Dez
- 1986 : Mission (The Mission) de Roland Joffé : Felipe Mendoza
- 1987 : Étroite Surveillance (Stakeout) de John Badham : Richard 'Stick' Montgomery
- 1989 : The Lemon Sisters de Joyce Chopra : Frankie McGuinness
- 1989 : Crusoe (en) de Caleb Deschanel : Crusoe
- 1990 : La Servante écarlate (The Handmaid's Tale) de Volker Schlöndorff : Nick
- 1990 : Avalon de Barry Levinson : Jules Kaye
- 1991 : En liberté dans les champs du seigneur (At Play in the Fields of the Lord) d'Héctor Babenco : Martin Quarrier
- 1992 : Le Secret de Tara (en) (The Playboys) de Gillies MacKinnon : Tom Casey
- 1993 : Benny & Joon de Jeremiah S. Chechik : Benjamin 'Benny' Pearl
- 1994 : Légendes d'automne (Legends of the Fall) d'Edward Zwick : Alfred Ludlow
- 1994 : Blink de Michael Apted : Détective John Hallstrom
- 1994 : Frankenstein (Mary Shelley's Frankenstein) de Kenneth Branagh : Capitaine Robert Walton
- 1995 : Haunted de Lewis Gilbert : Professeur David Ash
- 1995 : Les Aventuriers de l'or noir (The Stars Fell on Henrietta) de James Keach : Don Day
- 1996 : Michael Collins de Neil Jordan : Harry Boland
- 1996 : Looking for Richard d'Al Pacino : Richmond (documentaire)
- 1997 : Contrat sur un terroriste (The Assignment) de Christian Duguay : Lieutenant Annibal Ramirez / Carlos
- 1997 : Commandements (Commandments) de Daniel Taplitz : Seth Warner
- 1998 : This Is My Father de Paul Quinn : Kieran O'Day
- 1998 : Les Ensorceleuses (Practical Magic) de Griffin Dunne : Officier Gary Hallet
- 1999 : Prémonitions (In Dreams) de Neil Jordan : Paul Cooper
- 1999 : La Musique de mon cœur (Music of the Heart)de Wes Craven : Brian Turner
- 2000 : Songcatcher de Maggie Greenwald : Tom Bledsoe
- 2002 : Evelyn de Bruce Beresford : Nick Barron
- 2002 : Stolen Summer (en) de Pete Jones : Joe O'Malley
- 2003 : Song for a Raggy Boy d'Aisling Walsh : William Franklin
- 2004 : Bobby Jones, naissance d'une légende (Bobby Jones: Stroke of Genius) de Rowdy Herrington : Harry Vardon
- 2004 : La Vie d'une femme (Cavedweller) de Lisa Cholodenko : Clint Windsor
- 2004 : Return to Sender de Bille August : Frank Nitzche
- 2004 : Shadow of Fear de Rich Cowan : Détective Scofield
- 2004 : Proud (en) de Mary Pat Kelly : Commodore Alfred Lind
- 2005 : Nine Lives de Rodrigo García : Henry
- 2007 : Dark Matter de Chen Shi-Zheng : Jacob Reiser
- 2007 : 32A (en) de Marian Quinn : Frank Brennan
- 2008 : Wild Child de Nick Moore : Gerry Moore
- 2008 : A Shine of Rainbows (en) de Vic Sarin : Alec
- 2009 : Handsome Harry de Bette Gordon : Professeur Porter
- 2009 : The Eclipse (en) de Conor McPherson : Nicholas Holden
- 2010 : Jonah Hex de Jimmy Hayward : Président Grant
- 2010 : Elle s'appelait Sarah de Gilles Paquet-Brenner : William Rainsferd
- 2010 : Un cœur à l'envers (Flipped) de Rob Reiner : Richard Baker
- 2010 : Festival of Lights de Shundell Prasad : Adem
- 2010 : The 5th Quarter (en) de Rick Bieber : Steven Abbate
- 2010 : Across the Line de R. Ellis Frazier : Charlie Wright
- 2011 : Sans identité (Unknown) de Jaume Collet-Serra : Martin B.
- 2011 : The Greening of Whitney Brown (en) de Peter Skillman Odiorne : Henry Brown
- 2011 : The Stand Up (en) de David Wexler : Sandy
- 2012 : Recalled de Michael Connors : Lieutenant Colonel Owens
- 2012 : If I Were You de Joan Carr-Wiggin : Derek
- 2013 : Stay de Wiebke von Carolsfeld : Dermot
- 2013 : Rushlights d'Antoni Stutz : Cameron Brogden
- 2013 : The Last Keepers de Maggie Greenwald : John
- 2018 : Change in the Air de Dianne Dreyer : Moody
- 2021 : Spiked de Juan Martinez Vera : John Wilson
- 2022 : Blacklight de Mark Williams : Gabriel Robinson

### Télévision

#### Séries télévisées
- 1987 : American Playhouse : Chris Keller
- 2001 : Les Nuits de l'étrange (Night Visions) : Jeremy Bell
- 2004 - 2005 : New York 911 : Lieutenant, puis Capitaine John Miller
- 2006 : The Book of Daniel : Daniel Webster
- 2007 : New York, unité spéciale (Law & Order : Special Victims Unit) : Ben Nicholson (saison 9, épisode 4)
- 2008 : La Loi de Canterbury (Canterbury's Law) : Matt Furey
- 2010 : FBI : Duo très spécial (White Collar) : Professeur George Oswald
- 2011 : Suspect numéro 1 : New York (Prime Suspect) : Lieutenant Kevin Sweeney
- 2011 : Weeds : Le président
- 2012 - 2019 : Elementary : Capitaine Thomas Gregson
- 2021 : The American Guest :
- 2021-2022 : New York, unité spéciale : Burton Lowe (saison 23, épisodes 6 et 20)
- 2024 : Rematch de Yan England : Roger Laver

#### Téléfilms
- 1985 : Un printemps de glace (An Early Frost) de John Erman : Michael Pierson
- 1989 : Témoin à tuer (Perfect Witness) de Robert Mandel : Sam Paxton
- 1991 : Trouble Jeu (Lies of the Twins) de Tim Hunter : James McEwan / Jonathan McEwan
- 1992 : Le Choix d'une mère (A Private Matter) de Joan Micklin Silver : Bob Finkbine
- 1997 : Territoire interdit (Forbidden Territory: Stanley's Search for Livingstone) de Simon Langton : Henry Morton Stanley
- 2000 : The Prince and the Pauper de Giles Foster : Miles Hendon
- 2000 : Two of Us de Michael Lindsay-Hogg : Paul McCartney
- 2003 : Benedict Arnold: A Question of Honor de Mikael Salomon : Gen. Benedict Arnold
- 2004 : Le Défi d'une mère (Miracle Run) de David Greene : Douglas Thomas
- 2004 : Plainsong de Richard Pearce : Tom Guthrie
- 2004 : Les rêves rompus (See You in My Dreams) de Graeme Clifford : Joe F. Brown
- 2005 : Mayday de T.J. Scott : John Berry
- 2005 : Empire Falls de Fred Schepisi : David Roby
- 2005 : The Exonerated de Bob Balaban : Kerry
- 2007 : Enterre mon cœur à Wounded Knee (Bury My Heart at Wounded Knee) d'Yves Simoneau : Henry Dawes
- 2008 : The Prince of Motor City de Jack Bender : Charlie Hamilton
- 2012 : Les Chevaux de l'espoir (The Horses of McBride) d'Anne Wheeler : Matt Davidson

## Voix françaises
En France, Éric Legrand a été la première voix régulière d'Aidan Quinn. Par la suite, de nombreux comédiens se sont succédé pour le doubler.
En France
| - Éric Legrand dans : - Recherche Susan désespérément - Avalon - Commandements (téléfilm) - Le Vol 52 ne répond plus ! (en) (téléfilm) - New York, unité spéciale (série télévisée) - Gabriel Le Doze dans : - Michael Collins - Les Ensorceleuses - Weeds (série télévisée) - Rematch (série télévisée) - Luc Boulad dans : - Légendes d'automne - Contrat sur un terroriste - Across the Line (téléfilm) - Michel Vigné dans : - Étroite Surveillance - Suspect numéro un New York (série télévisée) - Éric Herson-Macarel dans : - En liberté dans les champs du seigneur - Blink | - Michel Papineschi dans (les téléfilms) : - Les Rêves rompus - Enterre mon cœur à Wounded Knee - Marc Bretonnière dans (les séries télévisées) : - New York 911 - FBI : Duo très spécial - Michel Dodane dans : - Elementary (série télévisée) - Les Chevaux de l'espoir (téléfilm) Et aussi - Pierre-François Pistorio dans Mission - Éric Missoffe dans Benny and Joon - Philippe Vincent dans La Musique de mon cœur - Robert Guilmard (Belgique) dans Frankenstein - Patrick Borg dans Prémonitions - François Leccia (*1948 - 2009) dans Les Nuits de l'étrange (série télévisée) - Lionel Tua dans Evelyn - Bruno Choël dans Return to Sender - Jean-Marc Delhausse (Belgique) dans La Loi de Canterbury - Bernard Lanneau dans Sans identité - Stefan Godin dans Blacklight |